# Callevophthalmus
Callevophthalmus är ett släkte av spindlar. Callevophthalmus ingår i familjen kardarspindlar.
Kladogram enligt Catalogue of Life:
| Callevophthalmus | \| \| Callevophthalmus albus \| \| \| \| \| \| Callevophthalmus maculatus \| \| \| \| |
|                  | \| \| Callevophthalmus albus \| \| \| \| \| \| Callevophthalmus maculatus \| \| \| \| |
|                  | Callevophthalmus albus                                                                |
|                  |                                                                                       |
|                  | Callevophthalmus maculatus                                                            |
|                  |                                                                                       |